# Grand Hotel (Buenos Aires)
El Grand Hotel fue un edificio que ocupaba la esquina de las calles Rivadavia y Florida, en Buenos Aires. Uno de los más lujosos a principios de siglo XX, alojó a personalidades de la política y la cultura, aprovechando su ubicación céntrica.
Fue demolido en los años 1960, y en su lugar está el Palacio de las Sociedades Anónimas.

## Historia
El Grand Hotel fue diseñado por el arquitecto Wenceslao Meneses  para la Compañía de Seguros La Previsora (también propietaria de los hoteles Metropole y de Londres) y se inauguró en 1901. Originalmente fue administrado por la firma Ansermin y Phews, quienes se trasladaron desde el Hotel Metropole.
Entre sus huéspedes y visitantes estuvieron Rubén Darío y Lucio V. Mansilla, y el Grand Hotel tuvo éxito en la década de 1900, antes de la apertura de los primeros hoteles de categoría internacional como el Palace (1905) y el Plaza (1909).
En las décadas siguientes fue perdiendo fama, y luego de 1948 fue dividido en propiedad horizontal como edificio de departamentos. En 1957, la Cámara Argentina del Comercio pagó las indemnizaciones correspondientes y compró el viejo Grand Hotel para luego demolero y construir su nueva sede, que fue terminada en 1969.

## Arquitectura
El Grand Hotel fue diseñado con el estilo academicista francés, en la corrientes de la Ecole des Beaux Arts de París. Tenía un sótano, planta baja y cuatro pisos superiores, el último en mansarda. En la esquina, lo remataba una cúpula con una estatua de bronce que representaba al logo de La Previsora, y varios miradores con techos metálicos coronaban la mansarda. En estos detalles, el edificio era parecido al Hotel Metropole, que el arquitecto Plou también había proyectado para la misma compañía.
La entrada al hotel era por la esquina de Florida y Rivadavia, y llevaba por un pasillo amplio hasta el hall principal, al cual se abrían todos los pisos con pasillos en galería, y que estaba rematado con una gran claraboya para lograr iluminación natural. El resto de la planta baja estaba ocupado por locales comerciales de alquiler, y en el primer piso estaba el comedor de huéspedes. En los pisos siguientes se distribuían 94 habitaciones y 25 suites privadas.